# Donda
Donda is een geslacht van vlinders van de familie spinneruilen (Erebidae), uit de onderfamilie Calpinae.

## Soorten
- D. eurychlora Walker, 1858
- D. lichenoides Hampson, 1894
- D. ornata Moore, 1883
- D. sailendra Kobes, 1983
- D. striatovirens Moore, 1883